# Camelia Diaconescu
Camelia Diaconescu (n. 2 februarie 1963, Văleni, România) este o canotoare română, laureată cu argint la Los Angeles 1984.